# Дил (Њу Џерзи)
Дил (енгл. Deal) град је у америчкој савезној држави Њу Џерзи.

## Демографија
По попису из 2010. године број становника је 750, што је 320 (-29,9%) становника мање него 2000. године.
| Група             | 2000.       | 2010.       |
| Белци             | 985 (92,1%) | 649 (86,5%) |
| Афроамериканци    | 13 (1,2%)   | 12 (1,6%)   |
| Азијати           | 3 (0,3%)    | 26 (3,5%)   |
| Хиспаноамериканци | 54 (5,0%)   | 55 (7,3%)   |
| Укупно            | 1.070       | 750         |